# Part 3
Part 3 è il quarto album dei KC and the Sunshine Band.

## Tracce
1. Baby I Love You (Yes I Do)
2. Wrap Your Arms Around Me
3. I Like To Do It
4. (Shake, Shake, Shake) Shake Your Booty
5. Let's Go Party
6. Come On In
7. I'm Your Boogie Man
8. Keep It Comin Love